# 矢 (幾何学)

矢 s; 円の半径 r; 半弦 ℓ

初等幾何学における円弧に対する矢（し、や、英: sagitta, 短く sag; サジッタ、サグ）は、円弧の中点から両端点の中点までの線分あるいは距離を言う。矢の概念は、建築において決まった距離と高さを張るために必要なアーチ型を計算するときや、光学において球面鏡や球面レンズの深さを求めるときなどで広く用いられる。名称は、「矢」を意味するラテン語: sagittaに由来する。

## 矢を含む関係式
以下の等式において、s は矢の長さ（円弧の深さ）、r は円の半径、ℓ は円弧の両端点を結ぶ弦の長さの半分とする。ℓ と r−s は r を斜辺とする直角三角形の直角を挟む二辺の長さであるから、三平方の定理により {\displaystyle r^{2}=\ell ^{2}+(r-s)^{2}} を得る。これを各変数について解けば {\displaystyle {\begin{cases}s=r-{\sqrt {r^{2}-{\ell ^{2}}}},\\\ell ={\sqrt {2rs-s^{2}}},\\r={\frac {s^{2}+\ell ^{2}}{2s}}={\frac {s}{2}}+{\frac {\ell ^{2}}{2s}}\end{cases}}} を得る。
矢の長さは正矢函数 versin を用いても計算できる。中心角 Δ = 2θ の見込む弧について、単位円上では矢の長さが正矢の値に一致するから、{\displaystyle s=r\operatorname {versin} \theta =r(1-\cos \theta )=2r\sin ^{2}{\frac {\theta }{2}}} を得る。

## 近似法
矢が半径に比較して十分小さいとき、近似公式 {\displaystyle s\approx {\frac {\ell ^{2}}{2r}}} が成り立つ。
あるいは、矢が小さく、矢・半径・半弦の長さが既知のとき、円弧の長さは半弧長 a が近似式 {\displaystyle a\approx \ell +{\frac {s^{2}}{2r}}} に従う（この公式は、中国の数学者沈括の手になるものと知られる。同様の、矢を含むより精密な評価式を、それより2世紀のちに郭守敬が与えている）。

## 応用
建築家やエンジニアは設計や工事において、湾曲した壁、アーチ型の天井、橋梁などさまざまな用途で「平らな」円弧を作るためにこれらの近似式を利用する。
物理学でも、加速粒子の曲率半径を計算するために、矢（と弦）の長さが用いられる。これは特に泡箱実験で用いられ、崩壊粒子の運動量の決定に用いられる。